# 존재자
존재자(存在者, 영어: entity)란 그 자체로서 실존하는 무언가다. 이 때 실존이란 주관적일 수도 있고 객관적일 수도 있으며, 현실적일 수도 있고 잠재적일 수도 있으며, 구체적일 수도 있고 추상적일 수도 있으며, 물리적일 수도 있고 비물리적일 수도 있다. 굳이 물질적으로 실존하는 것일 필요는 없다. 

## 같이 보기
- 디지털 정체성
- 개체-관계 모델
- 전부
- 대상 (철학)
- 순환 참조